# 三宅市郎
三宅 市郎（みやけ いちろう、1881年3月24日 - 1964年2月15日）は、日本の植物病理学者。

## 経歴
1881年、岐阜県恵那郡串原村（現・恵那市）に生まれた。第一高等学校を経て、東京帝国大学農科大学農学科（現・東京大学）を1906年に卒業、1907年に同大学助手となった。
1910年に清国・北京大学教授に招かれるが、政変により1914年に帰国。東京農業大学講師を勤め、植物病理学講座を開設して担当した。1924年に教授に昇格。玉川大学教授なども務めた。

## 受賞・栄典
- 1963年：「カビ類代謝産物の中毒学的研究」により小林芳人、浦口健二と共に日本学士院賞を受賞した[5]。

## 研究内容・業績
- 植物病理学の分野で、桑の表白渋病やリンゴ褐斑病を研究し、竹のてんぐ巣病の病原菌やサワラやヒバのサビ病菌を発見した。
- カビ毒の研究も行った。

## 著作

### 著書
- 『植物病害標本』三宅市郎撰、成美堂、1909年
- 『日本菌類目録』白井光太郎著・三宅市郎[補校]、東京出版社、1917年
- 『植物病理学』三宅市郎講述、東京農業大学出版部、1927年

### 翻訳
- 『栽培植物改良論』ベーリー著(三宅市郎・辛島台作訳)、成美堂 1908年